# Scomber colias
La caballa del Atlántico (Scomber colias) es una especie de peces de la familia Scombridae en el orden de los Perciformes.

## Distribución geográfica
Se encuentra en el Océano Atlántico.